# Campeonato Mundial de Snowboard de 2013
El X Campeonato Mundial de Snowboard se celebró en la localidad de Stoneham (Canadá) entre el 17 y el 27 de enero de 2013 bajo la organización de la Federación Internacional de Esquí (FIS) y la Federación Canadiense de Snowboard.

## Medallistas

### Masculino
| Evento                           | Oro                                      | Plata                             | Bronce                                |
| -------------------------------- | ---------------------------------------- | --------------------------------- | ------------------------------------- |
| Eslalon paralelo (27.01)         | Rok Marguč Eslovenia                     | Justin Reiter Estados Unidos      | Roland Fischnaller · Italia           |
| Eslalon gigante paralelo (25.01) | Benjamin Karl · Austria                  | Roland Fischnaller · Italia       | Vic Wild · Rusia                      |
| Campo a través (26.01)           | Alex Pullin Australia                    | Markus Schairer · Austria         | Stian Sivertzen · Noruega             |
| Halfpipe (20.01)                 | Iouri Podladtchikov · Suiza · 94,25 pts. | Taku Hiraoka Japón 93,75 pts.     | Markus Malin · Finlandia · 86,75 pts. |
| Big air (19.01)                  | Roope Tonteri · Finlandia · 188,50       | Niklas Mattsson · Suecia · 177,75 | Seppe Smits · Bélgica · 149,50        |
| Slopestyle (18.01)               | Roope Tonteri · Finlandia · 93,75        | Mark McMorris · Canadá · 92,50    | Janne Korpi · Finlandia · 90,75       |

### Femenino
| Evento                           | Oro                                    | Plata                               | Bronce                              |
| -------------------------------- | -------------------------------------- | ----------------------------------- | ----------------------------------- |
| Eslalon paralelo (27.01)         | Yekaterina Tudeguesheva · Rusia        | Patrizia Kummer · Suiza             | Amelie Kober · Alemania             |
| Eslalon gigante paralelo (25.01) | Isabella Laböck · Alemania             | Julia Dujmovits · Austria           | Amelie Kober · Alemania             |
| Campo a través (26.01)           | Maëlle Ricker · Canadá                 | Dominique Maltais · Canadá          | Helene Olafsen · Noruega            |
| Halfpipe (20.01)                 | Arielle Gold Estados Unidos 79,00 pts. | Holly Crawford Australia 77,25 pts. | Sophie Rodriguez Francia 72,50 pts. |
| Slopestyle (18.01)               | Spencer O'Brien · Canadá · 93,25       | Sina Candrian · Suiza · 81,50       | Torah Bright Australia 77,50        |

## Medallero
| Núm. | País           | Oro | Plata | Bronce | Total |
| ---- | -------------- | --- | ----- | ------ | ----- |
| 1    | Canadá         | 2   | 2     | 0      | 4     |
| 2    | Finlandia      | 2   | 0     | 2      | 4     |
| 3    | Austria        | 1   | 2     | 0      | 3     |
| 3    | Suiza          | 1   | 2     | 0      | 3     |
| 5    | Australia      | 1   | 1     | 1      | 3     |
| 6    | Estados Unidos | 1   | 1     | 0      | 2     |
| 7    | Alemania       | 1   | 0     | 2      | 3     |
| 8    | Rusia          | 1   | 0     | 1      | 2     |
| 9    | Eslovenia      | 1   | 0     | 0      | 1     |
| 10   | Italia         | 0   | 1     | 1      | 2     |
| 11   | Japón          | 0   | 1     | 0      | 1     |
| 11   | Suecia         | 0   | 1     | 0      | 1     |
| 13   | Noruega        | 0   | 0     | 2      | 2     |
| 14   | Bélgica        | 0   | 0     | 1      | 1     |
| 14   | Francia        | 0   | 0     | 1      | 1     |
|      | TOTAL          | 11  | 11    | 11     | 33    |